# Formule optique
Cet article court présente un sujet plus développé dans : Système optique.

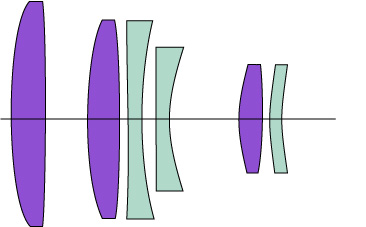
Schéma indiquant la formule optique d'un sonnar, qui est un type d'objectif photographique à 6 lentilles en 6 groupes.

En optique, la formule optique ou combinaison optique d'un système optique est une manière d'en désigner la composition en termes de composants optiques : lentilles, miroirs, diaphragmes. La formule optique ne couvre pas les éléments mécaniques d'un système, ou d'autres facteurs tels que les traitements antireflets. La formule optique est descriptive et ne détaille donc pas le comportement thermique ou mécanique d'un système.

## Définition
En optique de manière générale, la formule optique est le résultat des calculs effectués avec des logiciels spécialisés ou  « à la main » ayant permis de concevoir la combinaison. La formule est alors décrite de manière précise par les écarts d'air, les épaisseurs de lentille, les rayons de courbure, la nature des verres, etc,.
La composition d'une combinaison optique résulte du travail d'optimisation effectué par conception optique grâce à des logiciels de calcul dédiés, et peut être influencée par les tolérances à appliquer au système une fois figé.

## En astronomie
| Inscription sur l'oculaire | Formule optique (nombre de lentilles) |
| -------------------------- | ------------------------------------- |
| H, SR, F                   | 2                                     |
| K, SMA, MA                 | 3                                     |
| P, Plössl, Super Plössl    | 4                                     |

En astronomie, les formules optiques des oculaires sont ainsi repérables grâce à une indication variant selon les fabricants, inscrite sur le côté. La formule optique d'un télescope détermine la difficulté de la mise au point de celui-ci, du fait de la complexité plus ou moins grande du système et de l'alignement des différents éléments.
La destination d'un télescope détermine la formule optique à utiliser.

## En photographie
En photographie, les formules optiques sont plus ou moins complexes en fonction des types d'objectifs. La formule optique décrit le nombre d'éléments (lentilles, miroirs) et de « groupes ». Un groupe désigne les groupements indépendants d'éléments : un doublet collé ainsi a une formule de deux éléments en un groupe.
Il est possible aussi de mentionner dans la formule les qualités particulières des éléments, comme mentionner le fait que parmi les n éléments x sont asphériques, à gradient, diffractifs, ou autres.
Les objectifs à focale fixe comportent généralement de 4 à 8 lentilles, les téléobjectifs vont de 2 groupes à 7 groupes, les plus complexes étant les formules optiques des zooms, qui peuvent aller jusqu'à 17 lentilles en 12 groupes par exemple pour le zoom Nikon 24-120.
Les zooms modernes, avec leurs formules optiques avancées (conception par ordinateur, lentilles asphériques), ont progressivement remplacé les optiques fixes.